# Chelotropella neocaledonica
Chelotropella neocaledonica är en svampdjursart som beskrevs av Claude Lévi 1983. Chelotropella neocaledonica ingår i släktet Chelotropella och familjen Calthropellidae.
Artens utbredningsområde är Nya Kaledonien. Inga underarter finns listade i Catalogue of Life.